# Euphorbia erythrina
Euphorbia erythrina là một loài thực vật có hoa trong họ Đại kích. Loài này được Link mô tả khoa học đầu tiên năm 1822.